# إحسان نوري الباشا
إحسان نورى باشا (حوالي 1896 - 1976)، قائد وكاتب ومؤرخ كردي بارز قاد ثورة أغري في شمال كردستان عام 1930 وسميت ثورته بثورة أغري لأنها اندلعت في جبال ارارات في منطقة أغري. ولد نوري باشا سنة 1898، بعد أن أكمل دراسته الأساسية توجه إلى الأستانة لاكمال دراسته حيث دخل المدرسة العسكرية وبعد إكمال دراسته نال شهادة التخرج فعيّن برتبة ملازم ثانيٍ في الجيش العثماني. رقي في عهد حكم مصطفى كمال إلى رتب أعلى، لكن موقفه تغيّر بعد أن رأى بأُم عينيه بشاعة أعمال الحكومة التركية في اخماد ثورة الشيخ سعيد بيران سنه 1925 واعدام زعمائها وتدمير معظم قُرى تلك المناطق التي حارب الثوار فيها القوات الحكومية. فأخذ يفكر مع نخبة من الوطنيين الكُرد في تأسيس تنظيم سياسي ثوري موحد يأخذ على عاتقه تحرير كردستان وصولاً إلى نيل حق تقرير المصير للأكراد، فأسَّسَ مع الأُمراء البدرخانيين والوطنيين الآخرين حزباً قومياً بأسم (خويبون) أي(الاستقلال) سنة 1927 للسعي في سبيل استقلال كردستان وتأسيس دولة موحدة للكرد.
قرّر حزب خويبون القيام بثورة قومية عارمة ضد سلطات تركيا الكمالية فاختار (الجنرال إحسان نوري باشا) لقيادتها. فهيأ الجنرال منذ ذلك الحين نفسه لتلك المهمة القومية الخطيرة، فوقع اختياره على جبل آكري من جبال آرارات ليكون منطلقاً لقيام تلك الثورة القومية. فجمع حوله نخبة مخلصة من ثوار أشداء، ُ هكذا قامت الثورة العتيدة في خريف سنة 1927 بدأت تلك الثورة بمصادمات محدودة بين الثوار الكُرد والقوات التركية من شرطة وجيش وعندما توسعت نشاطات الثوار الفدائيين الكٌرد، بدأت القيادة العامة للقوات المسلحة التركية بتمويه الحقائق واظهار تلك الحركة الثورية كأنها حركة تمرد محدودة، فأخذت تنشر دعايات عن إصدار قرار عفو عام عن المتمردين للعودة إلى أعمالهم الاعتيادية في مدنهم وقُراهم. لكن لا القائد المحنك الجنرال احسان نوري باشا ولا الثوار الميامين لم يصدقوا بتلك القرارات والوعود الكاذبة واعتبروها خديعة ومؤامرة خبيثة من جانب الحكومة للإيقاع بهم في الشَرَك. لذا حصّنوا مواقعهم في الكهوف وشعاب الجبال أكثر، إستعداداً لكل طارئ وجمعوا اسلحة وأعتدة وذخائر كثيرة لمدة طويلة وسيطروا على جميع اُجزاء سلسلة جبل آكري.
لقد كانت الحكومة التركية بعد سحقها لثورة 1925 الكوردية كانت تتوقع قيام انتفاضة أخرى، إلا أنهّا لم تكن تتوقع اندلاع ثورة أُخرى بهذه القوة وهذا التنظيم الجيدّ. فعندما علمت الحكومة حجم وقوة الثوار، قامت بتجهيز جيش مزود باحدث الاسلحة المتوفرة آنداك، تدعمه القوة الجوية الضاربة.
فصعدت تلك القوات الجبل عند جبهات(وان) و(بدليس) و(جبل سبحان) للقضاء على الثوار، إلاّ أن خطة قائد الثورة إحسان نورى باشا قد نجحت عندما أمر الثوار بعدم التصدي للقوات الحكومة إلى أن تصل إلى أمام فوهات بنادقهم ورشاشاتهم. فتقدم الجنود نحو مواقع الثوار الحصينة المخفية دون مقاومة تذكر. فلما وصلت معظم قواتهم إلى مقابل متاريسهم المحصنة عندئذ أمر القائد بضرب قوات العدو المهاجهة بصليات من رشاشاتهم وبنادقهم، فأوقعوا خسائر فادحة في صفوف القوات الحكومية المهاجهة، وأجبرتها على التقهقر والانسحاب إلى الوراء.[بحاجة لمصدر]
كانت خسائر القوات الحكومية حسب الاحصائيات التي أجريت مابين 13 حزيران إلى 13 تموز 1930 كالآتي:
بلغ عدد القتلى والجرحى في صفوف قوات الحكومية التركية عدة آلاف جندى وضابط، مع اسقاط 12 طائرة حربية والاستيلاء على 50 رشاشه وثلاثة آلاف بندقية و150 خيمة و60 ألف إطلاقة و40 حملاً من الارزاق المؤونات فبعد هذا الاندحار العسكري الفظيع للقوات الحكومية أخذت القيادة العامّة للقوات المسلحة باستدعاء 5 مواليد لخدمة الاحتياط، فجهزت من خيرة ضباطها وجنودها المدربين تدريباً جيداً، جيشاً قوياً دفعته نحو ساحة المعارك والمواجهة في شعاب وكهوف آكري داغ وحاصرت قوات عسكرية أُخرى المنافذ الخارجية من الجبل حصاراً محكماً.[بحاجة لمصدر]
فقاوم الثوار تلك القوات المهاجمة بكل جدارة وبطولة، فأوقعوا في صفوفها خسائر فادحة في الأرواح والعتاد، إلاّ أن أسلحتهم وتجهيزاتهم أخذت بالنفاد ولاتصل اليهم إمدادات أُخرى بسبب الحصار المفروض على مواقعهم. فعندئذٍ قرر الجنرال احسان نوري باشا ترك مواقعهم خوفاً من الإبادة الجماعية فتسللوا إلى داخل حدود كوردستان الإيرانية.[بحاجة لمصدر]
فقامت القوات التركية المهاجمة من بعدهم بتدمير مئات القرى الكوردية وقتل أُناس أبرياء بتهمة أنتمائهم للثوار في تلك الفترة العصيبة.[بحاجة لمصدر]
لجأ الجنرال إحسان نوري باشا قائد الثورة هو وعائلته ولفيف من الثوار في شهر تشرين الأول 1930 إلى حكومة شاهنشاهية إيران. فاقام هو في طهران العاصمة كلاجئ سياسى إلى أن توفي في 25/3/1976 عن عمر يناهز 78